# Platyeriocheir
Platyeriocheir is een geslacht van kreeftachtigen uit de klasse van de Malacostraca (hogere kreeftachtigen).

## Soort
- Platyeriocheir formosa (Chan, Hung & Yu, 1995)